# Digital Reality
Digital Reality fue una empresa desarrolladora de videojuegos húngara, la cual fue originariamente fundada con el nombre Amnesty Design en 1994. Su primer juego, Reunion, fue lanzado en el mismo año para Commodore Amiga e IBM PC. Tres años más tarde, en 1997, la empresa cambió su nombre por el de Digital Reality y comenzaron a trabajar en la serie de Imperium Galactica.
En el año 2013 la empresa cesó sus operaciones. En febrero de 2016, THQ Nordic adquirió algunas de las propiedades intelectuales de la empresa.

## Juegos Publicados
- Reunion
- Imperium Galactica
- Imperium Galactica II
- Platoon
- Haegemonia: Legions of Iron
- Desert Rats vs Afrika Korps
- The Solon Heritage (expansión de Haegemonia)
- D-Day
- War on Terror
- War Front: Turning Point